# Czoma László
Czoma László (Zalaszentmihály, 1945. augusztus 8. –) magyar történész, újságíró, politikus, 1984 és 2011 között a keszthelyi Festetics-kastély, a Helikon Kastélymúzeum igazgatója, 1986-tól 1994-ig független országgyűlési képviselő.

## Élete
Czoma László 1945-ben született Zalaszentmihályon, Czoma Antal jogász és Füzy Klementina tanítónő, iskolaigazgató fiaként. Az általános iskolát Zalaszentivánban, középiskolai tanulmányait a zalaegerszegi Zrínyi Miklós Gimnáziumban végezte, ahol 1963-ban érettségizett. 1968-ban az ELTE Bölcsészettudományi Karán magyar nyelv és irodalom-történelem szakos középiskolai tanári diplomát szerzett, emellett elvégezte a MÚOSZ újságíró iskoláját is, majd 1972-ben történettudományból doktorált.
1968 és 1973 között újságíróként dolgozott budapesti üzemi lapoknál és a Hírlapkiadó Vállalatnál, majd a Magyar Televízió szerkesztője lett, riportokat és dokumentumfilmeket is készített. 1977-ben belépett az MSZMP-be és a KISZ KB agitációs és propaganda osztályának munkatársa, majd osztályvezetője, később pedig a KISZ sajtófőnöke lett. 1984-ben nevezték ki a keszthelyi Festetics-kastély múzeumának igazgatójává, és 27 éven át, egészen 2011-ig vezette az intézményt.
Az 1980-as évek közepén kapcsolódott be az ellenzéki csoportok munkájába. Az 1985-ös országgyűlési választáson független, jelöltként indult Zala megye 5. számú, Keszthely központú választókerületében, ahol végül az ellenfelei visszalépése miatt kiírt, 1986 februárjában megtartott időközi választáson szerzett mandátumot. Erről az időszakról szól Kovács András Valahol Magyarországon című 1987-es filmje. A rendszerváltás idején részt vett a Magyar Demokrata Fórum, a Kereszténydemokrata Néppárt és a Független Kisgazdapárt megalapításában is, de egyik pártnak sem lett tagja. Az 1990-es országgyűlési választáson ismét független, pártonkívüli jelöltként jutott a parlamentbe Zala megye 3. számú, Keszthely központú választókerületében, az Országgyűlésben a jogi, igazságügyi és igazgatási bizottság, illetve az alkotmányügyi, törvényelőkészítő és igazságügyi bizottság tagja volt. Az 1994-es országgyűlési választáson nem szerzett mandátumot, ezután visszavonult a politikától.
A keszthelyi kastélymúzeum igazgatójaként nevéhez fűződik a Festetics-kastély teljes rekonstrukciójának befejezése, az Eiffel-irodában tervezett pálmaház újraépítése, Európa egyik legnagyobb hintómúzeumának és vadászati múzeumának kialakítása, valamint a kastélypark rekonstrukciójának megkezdése és a szántódpusztai Majormúzeum megmentése. Munkáját számos szakmai díjjal ismerték el, többek között Podmaniczky-díjjal és Forster Gyula-díjjal, az Év Zalai Embere és a Balaton Díszpolgára is lett. Több történelmi főúri családokról szóló könyv szerkesztője. 2011-ben indokolás nélkül felmentették igazgatói állásából, négy évvel határozott idejű megbízatásának lejárta előtt, utóda Keszthely fideszes alpolgármestere, Pálinkás Róbert lett.
Felesége 1969-től Kakódy Zsófia szerkesztő, két lányuk született.